# Рибар
 Тази статия е за Рибар (значения).  За други значения вижте Рибар (пояснение).
Рибар — човек, който се занимава с риболов.
Риболовът е една от най-старите човешки професии, датираща от епохата на лов и събирателство. Характерна е за общества с ниско ниво на разделение на труда. В такива общества основните професии като ковач, лекар и рибар образуват отделна каста или се изпълняват основно от представители на определени етническа група. Например в Западна Африка, на река Нигер живее народът бозо, който се занимава с риболов. Рибарски касти и етнически групи съществуват също и в Индия. В обществата с по-модерно устройство риболовът се върши с по-ниска степен на участие на човешки труд, не изисква толкова тесни и специализирани познания и умения, а наборът на персонал е по-широк и либерален.
Рибарството е не само професия и поминък, а също спорт и хоби.

## В културата
Тъй като риболовът е древен занаят, има множество литературни произведения за рибари. Сред най-известните примери са апостол Петър в Библията, старият моряк в разказа „Старецът и морето“ от Ърнест Хемингуей, самотният крайбрежен жител в романа „Морски труженици“ от Виктор Юго, приказката „Рибарят и златната рибка“ от Александър Пушкин. Сюжети, свързани с риболова, са разработени и в други изкуства.